# Miller (herb szlachecki)
Miller (Miler, Miller von Zaklika) – herb szlachecki.
Opis herbu:
Na tarczy czterodzielnej w polach błękitnych pierwszym i czwartym wpisany srebrny kamień młyński. W polach czarnych drugim i trzecim lew złoty wspięty w prawo.
Hełm nad tarczą ozdobiony koroną, a w klejnocie między dwoma orlimi skrzydłami czarnymi połulew złoty, trzymający kamień młyński srebrny w łapach. Labry z prawej strony tarczy herbowej w błękicie, a w lewej czerwone, złotem podbite.
Najwcześniejsze wzmianki:
Herb pierwszy raz w Polsce nadany indygenatem galicyjskim w roku 1796 obywatelowi lwowskiemu Maciejowi Millerowi. Herb nadany z przydomkiem von Zaklika.
Informacja dodatkowa:
W roku 1817 cesarz austriacki Franciszek I wydał patent, w myśl, którego tylko on posiadał prawo potwierdzania i nadawania szlachectwa na dawnych ziemiach Rzeczypospolitej. W jego imieniu prawo prowadzenia Metryk Szlachty posiadał Wydział Stanów, który zachował się, aż do jego likwidacji w 1861 roku. Następnie od wprowadzenia autonomii Galicji. Zgodnie z postanowieniem par. 29 Statutu Krajowego Królestwa Galicji i Lodomerii wszelkie kompetencje Wydziału Stanów przejął nowo utworzony Wydział Krajowy. Zgodnie z zapisami ksiąg tego wydziału w przestawianiu herbu zamieniono kamień młyński na koło młyńskie. I tak w tej rodzinie pozostało do dziś.
Herbowni:
Miller von Zaklika, Miller de Zaklika. Do 1939 roku część rodziny używała nazwiska Miller Zaklika pisanego z kreską lub bez. Część rodziny związana z tradycją PPS i Legionów Polskich używała nazwiska Miller.

## Wzorzec herbu od 1861 roku przechowywany w rodzinie
Posiada srebrne koła młyńskie zamiast kamieni i tak też jest uwieczniony ten herb i tak go przedstawiają:
- Johannes Siebmacher: Österreichischer Adel – Der Landständische Adel in der gefürsteten Grafschaft Tirol, Erg 22 Bd. IV. Tirol Tafel 14.
- Otto Heffner von Titan: Ergänzungen und Nachträge zum Tiroler Adel, VII. Bd. 1. Abt.Tfl. 10, 1859.
- Roman Jurkowski: Ziemiaństwo polskie Kresów Północno-Wschodnich 1864-1904. Przegląd Wschodni, Warszawa 2001.